# Xysticus secedens
Xysticus secedens är en spindelart som beskrevs av Ludwig Carl Christian Koch 1876. Xysticus secedens ingår i släktet Xysticus och familjen krabbspindlar. Inga underarter finns listade i Catalogue of Life.